# Фаринник Василь Іванович
Василь Іванович Фаринник (1 травня 1955, с. Богданівка (нині Синьків), Заліщицького району Тернопільської області) — український правник.
Колишній заступник міністра внутрішніх справ — начальник Головного слідчого управління МВС, генерал-лейтенант міліції, доктор юридичних наук, Заслужений юрист України, член експертної ради Національної Асоціації Адвокатів України, керуючий партнер адвокатського об'єднання «CREDENCE».

## Освіта
- Закінчив Харківський юридичний інститут (1980).

## Кар'єра
- 1980—1984 — слідчий, начальник слідчого відділу Київського РВВС м. Донецька
- 1984—1986 — слідчий і начальник слідчого відділу Кіровського РВВС м. Донецька
- 1986—1987 — заступник начальника слідчого відділу УВС м. Донецька.
- квітень 1987 — березень 1989 — заступник начальника відділу карного розшуку УВС Донецького міськвиконкому.
- з 1989 — адвокат Донецької обласної колегії адвокатів
- 1994—2000 — суддя Київського та Куйбишевського районних судів м. Донецька.
- з листопада 2000 — заступник начальника Управління МВС України в Донецькій області — начальник слідчого управління,
- з квітня 2002 — начальник слідчого управління Головного управління МВС України в Донецькій області.
- з березня 2004 — заступник начальника Управління МВС України в Донецькій області — начальник слідчого управління.
- У березні 2005 — звільнений з ОВС у відставку.
- Протягом 2005—2008 рр. — адвокат Правової корпорації «Фаринник і партнери».
- з травня 2008 — знову на службі. Заступник начальника Головного Управління МВС України в Донецькій області — начальник слідчого управління.
- з березня 2010 — заступник Міністра внутрішніх справ України — начальник Головного слідчого управління[2].
- з квітня 2011 до березня 2013 — начальник Головного слідчого управління МВС України.
- У 1991 році започаткував першу приватну практику, яка пройшла декілька етапів свого розвитку: «Фаринник та партнери» (2005 р.),

«Татаров-Фаринник-Головко» (2014)— «TFG Partners» (2015 р.), адвокатське об'єднання «CREDENCE» (2020 р). Керуючий партнер адвокатського об’єднання «CREDENCE»

## Відзнаки
- Заслужений юрист України (2004)[4].

## Критика
Бізнес-партнер Олега Татарова.